# 2085
2085 (ММLXXXV) е обикновена година, започваща в понеделник според григорианския календар. Тя е 2085-та година от новата ера, осемдесет и петата от третото хилядолетие и шестата  от 2080-те.